# کریستیانو بارتونه
کریستیانو بارتونه (ایتالیایی: Cristiano Bortone؛ زادهٔ ۲ ژوئیه ۱۹۶۸) کارگردان فیلم، فیلم‌نامه‌نویس، تهیه‌کننده فیلم، کارگردان تلویزیونی و تهیه‌کننده تلویزیونی اهل ایتالیا است. وی دانش‌اموختهٔ دانشگاه نیویورک در رشتهٔ «مطالعات سینما و تلویزیون» است.
از فیلم‌هایی که وی در آن‌ها نقش داشته‌است، می‌توان به مارینا اشاره نمود.